# 사이러스 영

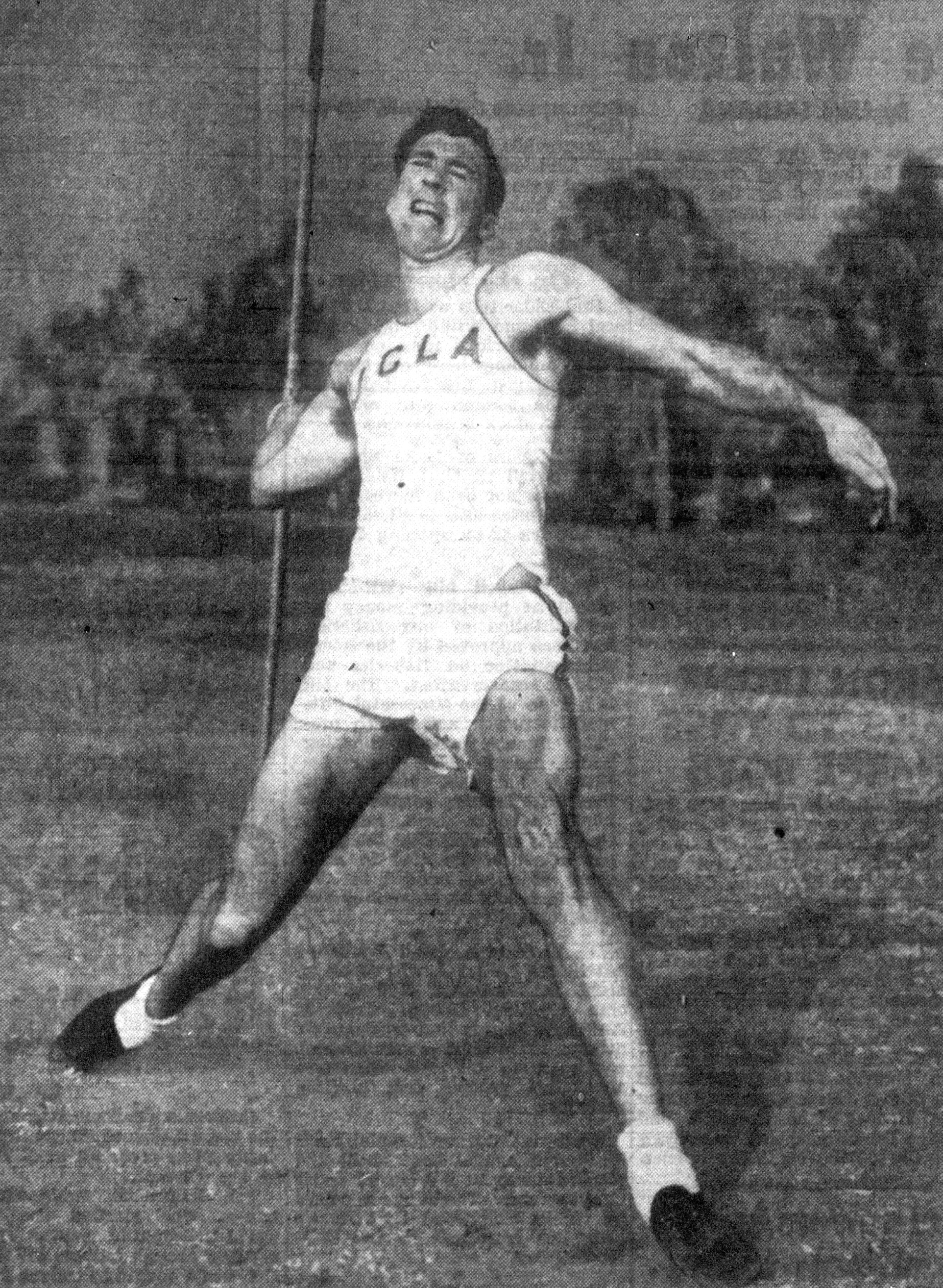

사이러스 J. 영 주니어(Cyrus J. Young, Jr., 1928년 7월 23일 ~ 2017년 12월 6일)는 미국의 육상 선수로 주로 창던지기 종목에 참가했다.
캘리포니아주 모데스토에서 태어난 그는 1952년 헬싱키 올림픽에 나가 창던지기 종목에서 금메달을 획득한 최초의 비 유럽 사람이었다. 그는 올림픽 창던지기 종목에서 유일하게 금메달을 획득한 미국의 남자 선수로 남아있다.
그는 로스앤젤레스 캘리포니아 대학교에 입학하여 1951년 졸업했다. 믿기 어려울만큼, 영은 단과 대학에서 2년 동안 창던지기를 장난으로 생각해서 1948년에 대학에 입학한 후 심각하게 딴짓을 했다.
1950년 그는 미식 축구 선수권 대회에서 2위를 했고, 1952년에 창던지기 종목에서 256 피트 3인치 (78.12 m)의 미국 신기록을 세웠다.
헬싱키 올림픽에서 금메달을 획득한 영은 다음 4년 동안 창던지기를 지속적으로 활약하고, 나중에 자신의 올림픽 타이틀을 방어할 준비를 했으나 실패하고 말았다.
그는 1998년 캘리포니아 대학교 로스앤젤레스 육상 명예의 전당에 헌액되었다.

## 참조
1. ↑  “UCLA 명예의 전당 헌액자 12 New Members”. UCLA 육상 공식 웹사이트. 1998년 9월 16일. 2011년 10월 31일에 확인함.[깨진 링크(과거 내용 찾기)]
2. ↑  See also: “UCLA 육상 명예의 전당”. UCLA 육상 공식 웹사이트. 2011년 12월 10일에 원본 문서에서 보존된 문서. 2011년 10월 31일에 확인함.